# Bundeshandelsakademie und Bundeshandelsschule Favoriten
Die Bundeshandelsakademie und Bundeshandelsschule Wien 10 ist eine berufsbildende mittlere und höhere Schule (BMHS) in der Pernerstorfergasse 77 im 10. Wiener Gemeindebezirk Favoriten. Die Schule beherbergt mehrere Schulformen: Handelsakademie, Handelsschule, Handelsschule für Leistungssportler, Aufbaulehrgang, Business Kolleg und Abendschule.

## Geschichte
Im Jahr 1866 gründet der Wiener Frauen-Erwerb-Verein im 4. Wiener Gemeindebezirk Wieden in der Waltergasse 7 eine private Handelsschule, um Mädchen und Frauen eine Ausbildung und eine Erwerbsarbeit zu ermöglichen. 1904 erhielt die Schule das Öffentlichkeitsrecht. Im Zweiten Weltkrieg stand das denkmalgeschützte Schulgebäude in der Nutzung der Wehrmacht und wurde nach dem Krieg wieder der schulischen Nutzung zugeführt (heute Bundesrealgymnasium Waltergasse).
Mit Direktor Bruno Nußbichler wurde in den 1970er Jahren die Handelsschule mit einer Handelsakademie verbunden und der koedukative Unterricht eingeführt.
Die Schule übersiedelte dann in das Schulgebäude der ehemaligen HTL in der Schellinggasse 13 im 1. Bezirk Innere Stadt und danach in das heutige Schulgebäude in der Pernerstorfergasse in den 10. Bezirk Favoriten.

## Schulgebäude
Die ehemalige Bundesgewerbeschule für Maschinenbau und Elektrotechnik wurde 1888 mit dem Lehrer und Techniker Johann Hauptfleisch entwickelt und nach den Plänen des Architekten Camillo Sitte als Werkmeisterschule für Maschinenbau errichtet und 1893 und 1906 erweitert. Das Schulgebäude als Altbau ist ein dreigeschoßiger strenghistoristischer Sichtziegelbau mit Putzgliederung und steht unter Denkmalschutz.

## Lernumgebung
Während des Schuljahres stehen den Schülern verschiedene Beratungs- und Unterstützungsmöglichkeiten zur Verfügung. Dies umfasst Bildungsberatung, Jugendcoaching und Schulpsychologie. Das neue Programm ILB (individuelle Lernbetreuung) kann bei Lernorganisation und Lernmethoden beraten während das Peer-Tutoring eine gratis Möglichkeit bietet, bei der Schüler von anderen Schülern fachliche Hilfe erhalten.

## Ausbildung
Die Bundeshandelsakademie und Bundeshandelsschule Wien 10 bietet mit Handelsakademie (HAK4you), Handelsakademie digital business (Hakdigbiz), Handelsschule (HAS), Handelsschule für Leistungssport (HAS Sport), HAK-Aufbaulehrgang (AUL), Business Kolleg und einer Abendschule ein vielfältiges Ausbildungsangebot.

### HAK4you
Die HAK4you ist ein fünfjähriger Ausbildungsgang, der wirtschaftlich und gesellschaftliche Inhalte sowie ein breit gefächertes Allgemeinwissen beinhaltet. Die Schule bietet ab dem 1. Jahrgang drei Varianten des Klassenfokus an:
be creativeDesign-Thinking Methoden im Unterricht, Kreatives Gestalten, Schul-Musical, Gestaltungsprojekte in der Schule oder im Bezirk
be internationalEnglisch als Arbeits- und Umgangssprache, Umsetzung von englischsprachigen Projekten, Förderung der interkulturellen Kompetenz, Schüleraustauschprogramme (z. B.: Erasmus)
be natureTeilnahme an Klimaschutzprojekten, Förderung von Nachhaltigkeitsprojekten, aktive Mitarbeit im schuleigenen Bienengarten, Bestrebungen zum Erhalt des Umweltsiegels
Neben Englisch können die Schüler ab der 1. Klasse zwischen Spanisch, Französisch, Italienisch oder Russisch als zweite lebende Fremdspräche wählen. Für sprachbegabte und/oder interessierte Schüler gibt zusätzlich noch den Freigegenstand Japanisch zur Auswahl.
Die HAK4you wird mit der Reife- und Diplomprüfung (Matura) abgeschlossen, wodurch man zum Studium an Universitäten, Fachhochschulen und Akademien berechtigt ist.

### HAKdigBiz
Die HAKdigBiz ist ein fünfjähriger Ausbildungsgang, der Inhalte der Wirtschaft und Informatik kombiniert. Dieser Zweig bietet folgende IT-Schwerpunkte:
- Office Management und Angewandte Informatik
- Wirtschaftsinformatik und Datenbanksysteme
- Internet, Multimedia und Content-Management
- Angewandte Programmierung
- Softwareentwicklung
- Netzwerktechnik
- Electronic-Business-Center

- Die HAKdigBiz wird ebenso mit der Reife- und Diplomprüfung (Matura) abgeschlossen, wodurch man zum Studium an Universitäten, Fachhochschulen und Akademien berechtigt ist.

### HAS
Die Praxis Handelsschule (HAS) ist eine dreijährige Ausbildung zum Bürokaufmann / zur Bürokauffrau, mit einer umfassenden Allgemeinbildung und einer kaufmännischen Grundausbildung, die zur Berufsausübung in vielen Zweigen der Wirtschaft und Verwaltung qualifiziert. Schwerpunkte sind Office Management und Angewandte Informatik, Rechnungswesen sowie praxisnaher Unterricht in der Übungsfirma. Die HAS wird nach drei Jahren mit der Handelsschulabschlussprüfung abgeschlossen.

### HAS Sport
Die Handelsschule (HAS) für Leistungssport ist eine vierjährige kaufmännische Ausbildung speziell für Leistungssportlerinnen und Leistungssportler. Neben der kaufmännischen Ausbildung bietet dieser Zweig zwei zusätzliche Unterrichtsgegenstände: Sportkunde und Sport- und Eventmanagement. Drei unterrichtsfreie Vormittage befähigen die Sportlerinnen und Sportler dazu, ihr Leistungstraining in den jeweiligen Leistungszentren der Vereine bzw. Verbänden zu absolvieren. Die HAS Sport wird nach vier Jahren mit der Handelsschulabschlussprüfung abgeschlossen.

### AUL
Der HAK-Aufbaulehrgang ist eine dreijährige Fortsetzung der HAS, mit der Möglichkeit eines Abschlusses mit Reife- und Diplomprüfung (RDP) der HAK. Die Schüler vertiefen unter anderem ihr kaufmännisches Wissen und werden auf die RDP vorbereitet. Auf soziale Kompetenzen und Eigenständigkeit wird ein besonderer Fokus gelegt, indem das kooperative offene Lernen (COOL) fächerübergreifend verwendet wird.

### Business Kolleg
Das zweijährige Business Kolleg kann nach Matura, BRP oder Studienberechtigungsprüfung besucht werden. Hier wird in zwei Jahren die kaufmännische Ausbildung der HAK vermittelt und bietet zwei Ausbildungsschwerpunkte:
- Entrepreneurship und Management (EM)
- Informations- und Kommunikationstechnologie, E-Business (IKT)

Während der Ausbildung werden unter anderem Zusatzausbildungen wie ECDL, SAP und Seminare zu Job-Finding angeboten. Das Kolleg wird mit einer Diplomprüfung abgeschlossen.

### ABENDschule
Die kaufmännische Abendschule bietet zwei Möglichkeiten:
- Handelsschule für Berufstätige (4 Semester)
- Handelsakademie für Berufstätige (8 Semester)

Die 8-semestrige HAK wird mit der Reife- und Diplomprüfung (Matura) abgeschlossen während die 4-semestrige Variante mit der Handelsschulabschlussprüfung beendet wird. In der HAK für Berufstätige kann zwischen zwei Schwerpunkten gewählt werden:
- Internationale Wirtschaft
- Medienmanagement

## Zusatzangebote
Zusätzlich zu den Pflichtgegenständen werden auch unverbindliche Übungen sowie Freigegenstände angeboten, die je nach Interesse und Zeit besucht werden können. Unter anderem gibt es Kreatives Gestalten, Musical, Japanisch, Klettern uvm. zur Auswahl.

## Leitung
- 1971–? Bruno Nußbichler
- ?–2015/16 Peter Slanar[13][14]
- seit 2015/16 Jörg Hopfgartner[15]

## Ehemalige Schüler
- Annie Rosar
- Christiane Hörbiger
- Sylvia Lukan